# Здравец (хижа, област Пловдив)
Вижте пояснителната страница за други значения на Здравец.
Здравец е хижа в Родопите, в близост до селата Гълъбово, Цар Калоян и град Пловдив. Хижата е масивна триетажна сграда с капацитет 80 места. Намира се в местността Овчарски поляни, Белочерковски рид, дял Чернатица на Западните Родопи.
Хижата представлява популярна ски дестинация за хората от региона като разполага с писта, ски влек и ски гардероб.

## Съседни обекти
- хижа Чернатица – 1.30 часа
- летовище Студенец – 1.30 часа
- хижа Руен – 2 часа
- летовище Бяла черква – 2.30 часа
- хижа Равнища – 2.30 часа

## Изходни точки
- село Гълъбово – 1.30 часа
- село Дедево – 2 часа
- село Храбрино – 5 часа
- град Пловдив – 26 км по асфалтиран път